# Ctenomys verzi
Ctenomys verzi — вид гризунів з родини тукотукових (Ctenomyidae). Це ендемік центрально-західної частини Аргентини, де живе на висоті близько 2800 м над рівнем моря в провінції Мендоса. Його природним середовищем існування є гірські чагарники та луки. Це середній туко-туко, загальною довжиною 260 мм, включаючи хвіст 89 мм. Названий на честь аргентинського теріолога й палеонтолога Дієго Верзі.